# Евтим Бодлев
Евтим Бодлев е български общественик и масон от Македония.

## Биография
Роден е в град Охрид, тогава в Османската империя. Става масон и е член на Теософското общество в България. Арестуван е от османските власти на 23 ноември 1907 година и е осъден на вечен крепостен затвор. Освободен е на 10 юли 1908 година след общата амнистия след Младотурската революция.
Участва в охридската група на Евтим Спространов, която в началото на 1920 година създава разклонение на масонската структура „Централно колело“. В нея влизат още Антон Кецкаров, Димитър Спространов, Лев Огненов, Живко Коцарев, Лука Групчев, Георги Чакъров и други.
Публикува статии в български издания, сред които вестниците „Македонско дело“ и „Македонско слово“. През пролетта на 1925 година публикува в списание „Зидарски преглед“ изложение на основните моменти на учението на масоните. В 1929 година Бодлев подписва „Апел за спиране самоизтреблението и братоубийствата между македонските дейци“.